# Ufens gurgaonensis
Ufens gurgaonensis är en stekelart som beskrevs av Yousuf och Shafee 1988. Ufens gurgaonensis ingår i släktet Ufens och familjen hårstrimsteklar. Inga underarter finns listade i Catalogue of Life.